# سیلچستر
سیلچستر (به انگلیسی: Silchester) یک روستا و محله مدنی در بریتانیا است که در Basingstoke and Deane واقع شده‌است. سیلچستر ۹۱۸ نفر جمعیت دارد.